# Micraira dunlopii
Micraira dunlopii är en gräsart som beskrevs av Michael Lazarides. Micraira dunlopii ingår i släktet Micraira och familjen gräs. Inga underarter finns listade i Catalogue of Life.